# Miglustat
Le miglustat est un médicament utilisé dans le traitement de la maladie de Gaucher.

## Mode d'action
C'est un inhibiteur de la glucosylcéramide synthase .

## Usage médical
Le miglustat est un médicament utilisé pour traiter la maladie de Gaucher de type 1  et la maladie de Niemann-Pick de type C. Le médicament est pris par voie orale.

## Effets secondaires
Les effets secondaires de ce médicament  comprennent une perte de poids, des tremblements, une diarrhée, une augmentation des gaz intestinaux ou les douleurs abdominales. D’autres effets secondaires peuvent inclure une neuropathie périphérique pu une faible numération plaquettaire . La sécurité de ce médicament pendant la grossesse n’est pas claire. 

## Histoire
Le médicament  a été approuvé pour un usage médical en Europe en 2002 et aux États-Unis en 2003,. Il est disponible sous forme de médicament générique. Au Royaume-Uni, 4 semaines de traitement coûtent au NHS environ 3 400 livres sterling en 2021. Aux États-Unis, ce montant s'élève environ à  23 000 dollars américains.